# Christian Le Liard
Christian Le Liard (1 de abril de 1956- 3 de octubre de 2017) fue un piloto de motociclismo francés, que compitió en el Campeonato del Mundo de Motociclismo entre 1982 y 1986.

## Biografía
Le Liard tuvo un inicio muy prometedor al ganar la Copa Kawasaki en Le Mans en la primera carrera de la Bol d'Or y conseguir el título nacional en 1976. Fue uno de los principales artífices del desarrollo del moto Elf, que la fábrica japonesa Honda adquirió en su totalidad para dar el salto de calidad de la escudería. En el Campeonato del Mundo de Motociclismo tendría una participación continua entre 1982 y 1986, siempre en la categoría de 500. También participó en el Campeonato Mundial de resistencia en 1979 en lomos de una Kawasaki y posteriormente a bordo de una Honda-elf en 1982 y de una Suzuki en 1986.
Le Liard murió el 3 de octubre de 2017 a los 61 años a causa de un paro cardíaco.

## Resultados en el Campeonato del Mundo
Sistema de puntuación desde 1969 hasta 1987:
| Posición | 1.º | 2.º | 3.º | 4.º | 5.º | 6.º | 7.º | 8.º | 9.º | 10.º |
| Puntos   | 15  | 12  | 10  | 8   | 6   | 5   | 4   | 3   | 2   | 1    |

### Carreras por año
(Carreras en negrita indica pole position, carreras en cursiva indica vuelta rápida)
| Año  | Cat.  | Moto          | 1       | 2       | 3       | 4       | 5      | 6      | 7       | 8      | 9       | 10      | 11      | 12      | 13    | 14    | Pts. | Pos. |
| ---- | ----- | ------------- | ------- | ------- | ------- | ------- | ------ | ------ | ------- | ------ | ------- | ------- | ------- | ------- | ----- | ----- | ---- | ---- |
| 1981 | 250cc | Yamaha        | ARG -   |         | GER -   | NAT -   | FRA -  | ESP -  | YUG -   | NED -  | BEL -   | RSM -   | GBR DNQ | FIN -   | SWE - | CZE - | 0    | -    |
| 1982 | 500cc | Suzuki        | ARG -   | AUT -   | FRA Ret | ESP -   | NAT -  | NED -  | BEL -   | YUG -  | GBR -   | SWE -   |         |         | RSM - | GER - | 0    | -    |
| 1984 | 500cc | Chevallier    | RSA 8   | NAT -   | ESP Ret | AUT Ret | GER 19 | FRA -  | YUG -   | NED 15 | BEL Ret | GBR 10  | SWE Ret | RSM Ret |       |       | 4    | 21.º |
| 1985 | 500cc | Honda-Elf 500 | RSA Ret | ESP Ret | GER Ret | NAT 16  | AUT 19 | YUG 17 | NED Ret | BEL 14 | FRA Ret | GBR 16  | SWE 23  | RSM Ret |       |       | 0    | -    |
| 1986 | 500cc | Elf Honda     | ESP -   | NAT -   | GER -   | AUT -   | YUG -  | NED -  | BEL -   | FRA 15 | GBR Ret | SWE Ret | RSM 15  |         |       |       | 0    | -    |